# Kristin Gore
Kristin C. Gore Cusack (Carthage, Tennessee, 1977) es una escritora y guionista televisiva estadounidense. Es la segunda hija del exvicepresidente Al Gore y su esposa Tipper Gore. Sus trabajos más famosos incluyen Saturday Night Live y la serie de animación Futurama.

## Biografía
Tiene tres hermanos, las hermanas Karenna y Sarah, y el hermano Albert III. Gore se crio en Washington D. C. Se graduó en la National Cathedral School en 1995 y en la Universidad de Harvard en 1999. Durante su estancia en Harvard, fue editora de The Harvard Lampoon y, hasta su último año, fue la única mujer en su consejo literario.

## Trayectoria
Gore ha publicado tres novelas, Sammy's Hill (2004), Sammy's House (2007) y Sweet Jiminy (2011), y ha sido coautora del guion de la película Accidental Love (2015) y de la narración del documental Arctic Tale (2007). También fue guionista de la comedia de animación Futurama y de la serie de sketches Saturday Night Live.
En 1999, Gore hizo coros en un sencillo cómico de Diva Zappa titulado "When The Bell Drops" sobre la "búsqueda de alguien con quien enrollarse en Millennium" de Zappa. Tipper Gore tocó la batería en la grabación.